# Lison-Pramaggiore
Unter der Bezeichnung Lison-Pramaggiore werden in den norditalienischen Provinzen Venedig und Treviso und der ehemaligen Provinz Pordenone (Friaul-Julisch Venetien) Weiß-, Rot- und Schaumweine erzeugt, die seit dem 4. Juni 1971 den Status einer Denominazione di origine controllata (kurz DOC). Die letzte Aktualisierung wurde am 7. März 2014 veröffentlicht. 1974 wurde aus einem Zusammenschluss der drei damals anerkannten DOC Merlot di Pramaggiore und Cabernet di Pramaggiore sowie Tocai di Lison das „Consorzio Volontario Tutela Vini D.O.C. Lison Pramaggiore“ gegründet.

## Anbau
Der Anbau und die Vinifikation dürfen in folgenden Gemeinden durchgeführt werden:
- In der Metropolitanstadt Venedig: Annone Veneto, Cinto Caomaggiore, Gruaro, Fossalta di Portogruaro, Pramaggiore, Teglio Veneto, und in Teilen der Gemeinden von Caorle, Concordia Sagittaria, Portogruaro, San Michele al Tagliamento, San Stino di Livenza
- In der Provinz Treviso: Meduna di Livenza und in Teilen von Motta di Livenza
- In der ehemaligen Provinz Pordenone: Chions, Cordovado, Pravisdomini und in Teilen von Azzano Decimo, Morsano al Tagliamento und Sesto al Reghena.

Im Jahr 2017 wurden 17.717 hl DOC-Wein erzeugt.

## Erzeugung
Folgende Weintypen werden innerhalb dieser Denominazion erzeugt:
Verschnittweine (Cuvées)
- Lison-Pramaggiore Bianco: muss zu mindestens 50–70 % aus der Rebsorte Tai bestehen. Höchstens 50 % andere weiße Rebsorten dürfen (einzeln oder gemeinsam) zugesetzt werden.
- Lison-Pramaggiore Rosso: muss zu 50–70 % aus der Rebsorte Merlot bestehen. Höchstens 50 % andere rote Rebsorten dürfen (einzeln oder gemeinsam) zugesetzt werden.
- Lison-Pramaggiore Spumante: muss aus den Rebsorten Chardonnay und/oder Pinot bianco und/oder Pinot nero bestehen. Anteile sind nicht vorgeschrieben.

Fast sortenreine Weine
- - Folgende Weine müssen zu mindestens 85 % die genannte Rebsorte enthalten. Höchstens 15 % andere analoge Rebsorten, die für den Anbau in der Provinz Padua zugelassen sind, dürfen zugesetzt werden.
- Lison-Pramaggiore Chardonnay
- Lison-Pramaggiore Pinot Grigio
- Lison-Pramaggiore Sauvignon
- Lison-Pramaggiore Verduzzo (aus Verduzzo Friulano und/oder Verduzzo Trevigiano)
- Lison-Pramaggiore Merlot
- Lison-Pramaggiore Malbech
- Lison-Pramaggiore Cabernet (aus Cabernet Franc und/oder Cabernet Sauvignon und/oder Carmenère)
- Lison-Pramaggiore Cabernet Franc
- Lison-Pramaggiore Cabernet Sauvignon
- Lison-Pramaggiore Carmenère
- Lison-Pramaggiore Refosco dal Peduncolo Rosso.

Für folgende Prädikat-Weine besteht eine Mindestreifezeit, gerechnet ab dem 1. November des jeweiligen Erntejahres, bevor sie in den Verkauf gelangen dürfen:
- Merlot, Refosco dal Peduncolo Rosso und Rosso „Riserva“: 24 Monate
- Refosco dal Peduncolo Rosso „Passito“: 18 Monate
- Verduzzo „Passito“: 12 Monate

## Beschreibung

### Lison Pramaggiore Bianco
- Farbe: strohgelb, mit teils grünlichen und bisweilen goldenen Reflexen[1]
- Geruch: fein, angenehm
- Geschmack: trocken, manchmal weich mit angenehmem Holzton
- Alkoholgehalt mindestens 11,0 % Vol.
- Säuregehalt: min 5,0 g/l
- Trockenextrakt: min. 16,0 g/l

### Lison Pramaggiore Rosso
- Farbe: junger Wein rubinrot, mit zunehmender Reife Tendenz zu granatrot[1]
- Geruch: weinig, intensiv und angenehm
- Geschmack: trocken, harmonisch, manchmal mit angenehmem Holzton
- Alkoholgehalt mindestens 11,5 % Vol. mit der Auszeichnung „Riserva“ mind. 12 %
- Säuregehalt: min 4,5 g/l
- Trockenextrakt: min. 20,0 g/l